# Digitale Subtraktionsangiographie

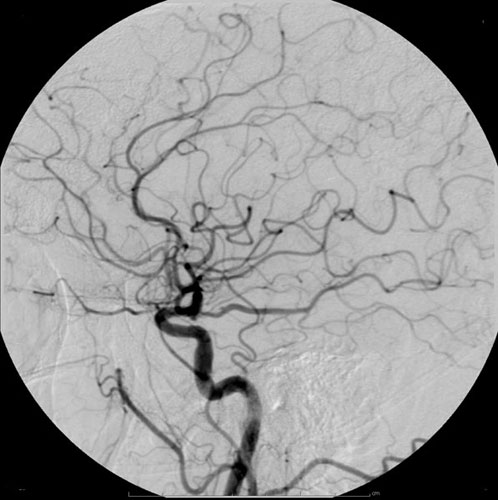
Digitale Subtraktionsangiographie des Kopfes

Die digitale Subtraktionsangiographie (DSA) ist eine Methode zur separaten Abbildung von Blutgefäßen mittels Röntgenstrahlung. Es handelt sich um eine Form der Angiographie, dient also der Untersuchung von Blutgefäßen. Ihr Vorteil gegenüber der sogenannten konventionellen Blattfilmangiographie liegt darin, dass „störende“ Bildaspekte durch die Subtraktion unsichtbar sind. Die DSA ist ein Verfahren der Projektionsradiographie, das mit Magnetresonanzangiographie, Computertomographieangiographie und Sonographie konkurriert.
Hierbei werden vom zu untersuchenden Körperteil, zum Beispiel dem Mediastinum, dem Unterbauch oder dem Gehirn, mehrere zeitlich aufeinander folgende Bilder erstellt. Während der Aufnahmesequenz wird ein Kontrastmittel in Blutgefäße gespritzt. Es resultieren eine Aufnahme ohne Kontrastmittel, auch als Maske bezeichnet, und weitere Aufnahmen mit Kontrastmittelverteilung. Das digitale Maskenbild wird von den nachfolgenden Bildern subtrahiert. Übrig bleiben nur die Teile des Bildes, die sich unterscheiden, also genau die (durchbluteten) Blutgefäße. Durch die Erstellung mehrerer Bilder zu verschiedenen Zeitpunkten, die auf ein Maskenbild folgen, können filmähnliche Bildsequenzen erstellt werden. Ebenso ist eine farbkodierte Darstellung möglich, indem die Grauwertkurven für die Bildpixel auf Farbwerte abgebildet werden.
Die notwendige Begründung (med.: Indikation) für den Vorzug der intraarteriellen DSA zur gezielten Darstellung von Körperarterien, die mit einem höheren Risiko für den Patienten einhergeht, vor etwa einer MR- oder CT-Angiographie ist neben der größeren diagnostischen Aussagekraft die Möglichkeit zur direkten Intervention bei verengenden oder aneurysmatischen Gefäßveränderungen und Blutungen.
Das hierbei verwendete Kontrastmittel ist zwar meistens jodhaltig (da Jod aufgrund seiner hohen Strahlendichte sehr gut kontrastiert); bei niereninsuffizienten Patienten kann jedoch auch ein „negatives Kontrastmittel“ eingesetzt werden. Isotonische Kochsalzlösung ist zwar nur geringer dicht als Blut, kontrastiert aber durchaus. Es gibt sogar ein Verfahren, bei dem CO2 (etwa 10–20 ml gasförmig) in den arteriellen Gefäßzugang (meist die Oberschenkelarterie) bzw. in den ins Untersuchungs-/Interventionsgebiet vorgeschobenen Katheter gegeben wird. Auf diese Weise werden die Gefäße dann sehr deutlich hypodens dargestellt.